# Marie Cécile Galos

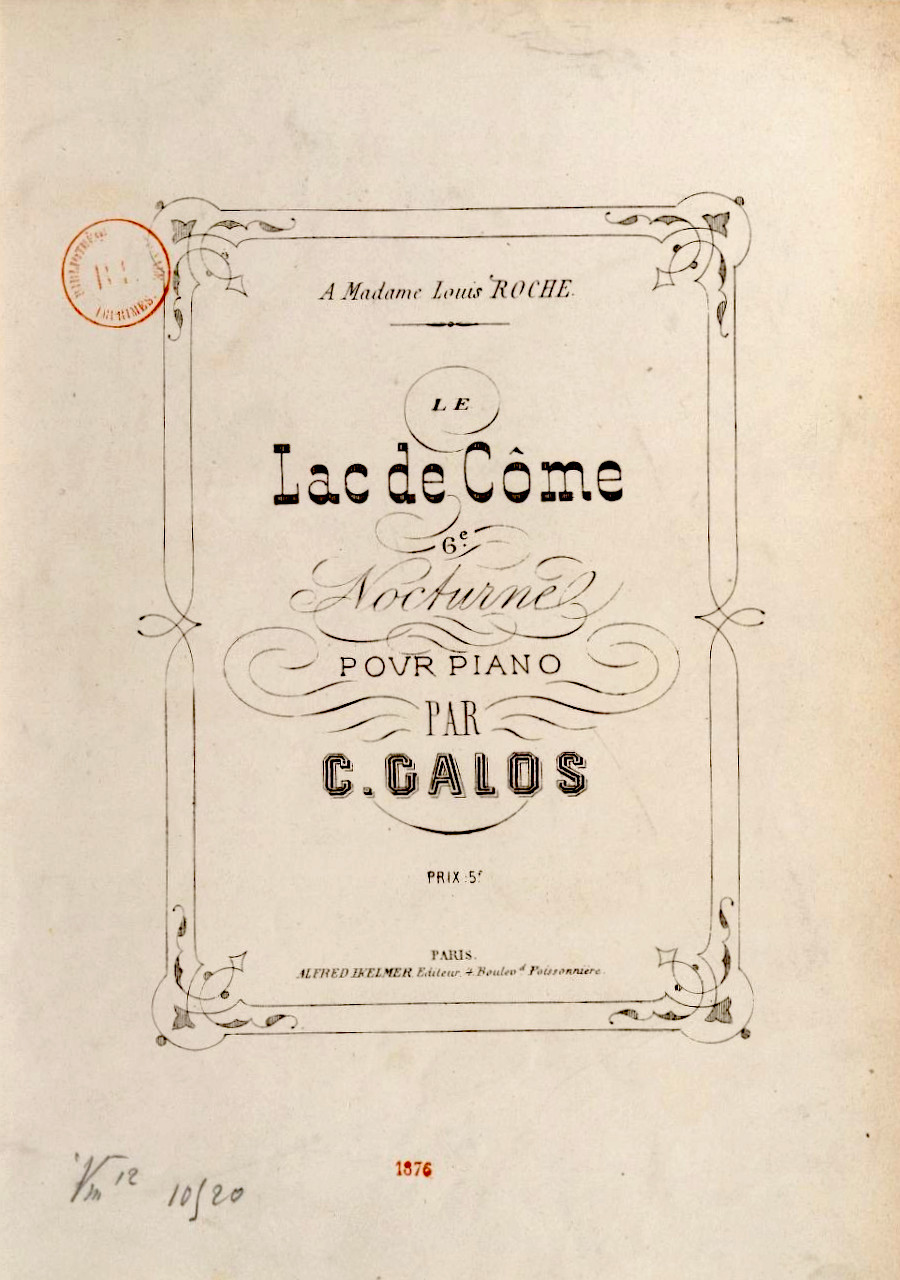
Frontespizio dell'edizione originale del notturno Le Lac de Côme, Ikelmer, Parigi, 1876

Marie Cécile Galos (Parigi, 27 ottobre 1821 – Bordeaux, 4 settembre 1903) è stata una compositrice francese. Il suo nome è stato avvolto nel mistero e oggetto di svariate ipotesi per via dell'uso di pseudonimi come C. Galos e Th. (Théodore) Galos. Pianista dilettante, fu autrice di notturni e altri pezzi per pianoforte, tra i quali il celebre Lac de Côme, parte del repertorio dei principianti di tutto il mondo.

## Biografia
Nata Marie Cécile Larreguy, sposò nel 1839 il vinaio Bernard Théodore Galos, figlio del deputato francese Jacques. I Galos vissero a Bordeaux dove nacquero i figli Jacques (1841) e Henriette Cécile Marie (1845), quest'ultima andata in sposa nel 1873 a Louis Roche, che sarebbe poi succeduto al suocero e al cognato nella conduzione della proprietà vinicola familiare. A Henriette è dedicato, sotto il nome di Mme Louis Roche, il notturno Le Lac de Côme, edito da Ikelmer nel 1876.

### Identificazione
Marie Cécile Galos firmò le sue composizioni come C. Galos o non di rado come Mme Théodore Galos, cioè con il nome intero del marito, alla maniera in voga all'epoca. Sotto questo nome il giornale bordolese La Gironde del 12 giugno 1894 annunciò la pubblicazione di una rêverie dell'autrice del notturno Le Lac de Côme. In alcune edizioni delle sue opere e in notizie tardive sulle medesime il carattere C di C. Galos pare essersi mutato in G per confusione tra gli stili delle due lettere. Il diffuso nome o pseudonimo alternativo Giselle Galos non trova riscontro nelle fonti storiche.

## Opere
- À dos de mulet, Gregh, Parigi, 1927[13]
- À l'approche du soir, Gregh, Parigi, 1924[14]
- La Baie des anges, notturno, Gregh, Parigi, 1925[14]
- Bluette per pianoforte, Jouve, Parigi, 1884[15]
- Le Castella, notturno, Ravayre-Raver, Bordeaux, 1855[14]
- Le Chant du berger, notturno, Ikelmer, Parigi, 1876[16]
- Cloches dans le soir, notturno, Gregh, Parigi, 1924[14]
- Dolorosa, notturno, Ikelmer, Parigi, 1876[14]
- Grande valse cachucha per pianoforte, Ledentu, Parigi, 1855[17]
- J'ai dit à mon cœur !, romanza, Ledentu, Parigi, 1855[14]
- Jeunesse et Patrie !, notturno a due voci, Durand et Schoenewerk, Parigi, 1872[14]
- Le Lac de Côme, notturno, Ikelmer, Parigi, 1876[8]
- Le Lac de Garde, notturno, Gregh, Parigi, 1924[14]
- Notturno per pianoforte, Ledentu, Parigi, 1855[14]
- Pepa !, canzone, Parigi, 1863[18]
- Ramondé !, rêverie, Ravayre-Raver, Bordeaux, 1870[14]
- Le Rêve, notturno, Saint Hilaire, Parigi, 1863[14]
- Souvenir des champs, notturno, Ikelmer, Parigi, 1876[14]
- Violetta, polka mazurka, Ravayre-Raver, Bordeaux, 1865[19]